# Shinisaurus crocodilurus
Famille
Synonymes
- Shinisaurinae Ahl, 1930

Genre
Espèce
Statut de conservation UICN

 EN B1ab(ii,iii,iv,v) : En danger
Statut CITES
Shinisaurus crocodilurus  ou communément lézard crocodile de Chine, unique représentant du genre Shinisaurus et de la famille des Shinisauridae, est une espèce de sauriens.

## Répartition
Cette espèce est endémique de République populaire de Chine. Elle se rencontre dans les provinces du Guangxi, du Guangdong, du Guizhou et du Hunan. Sa présence est incertaine dans le nord-est du Viêt Nam.

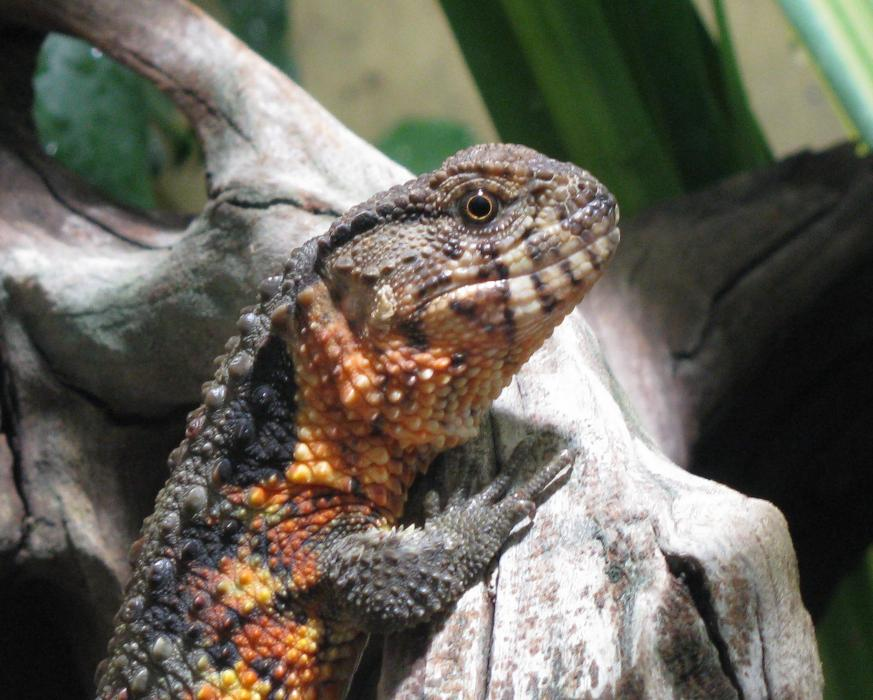

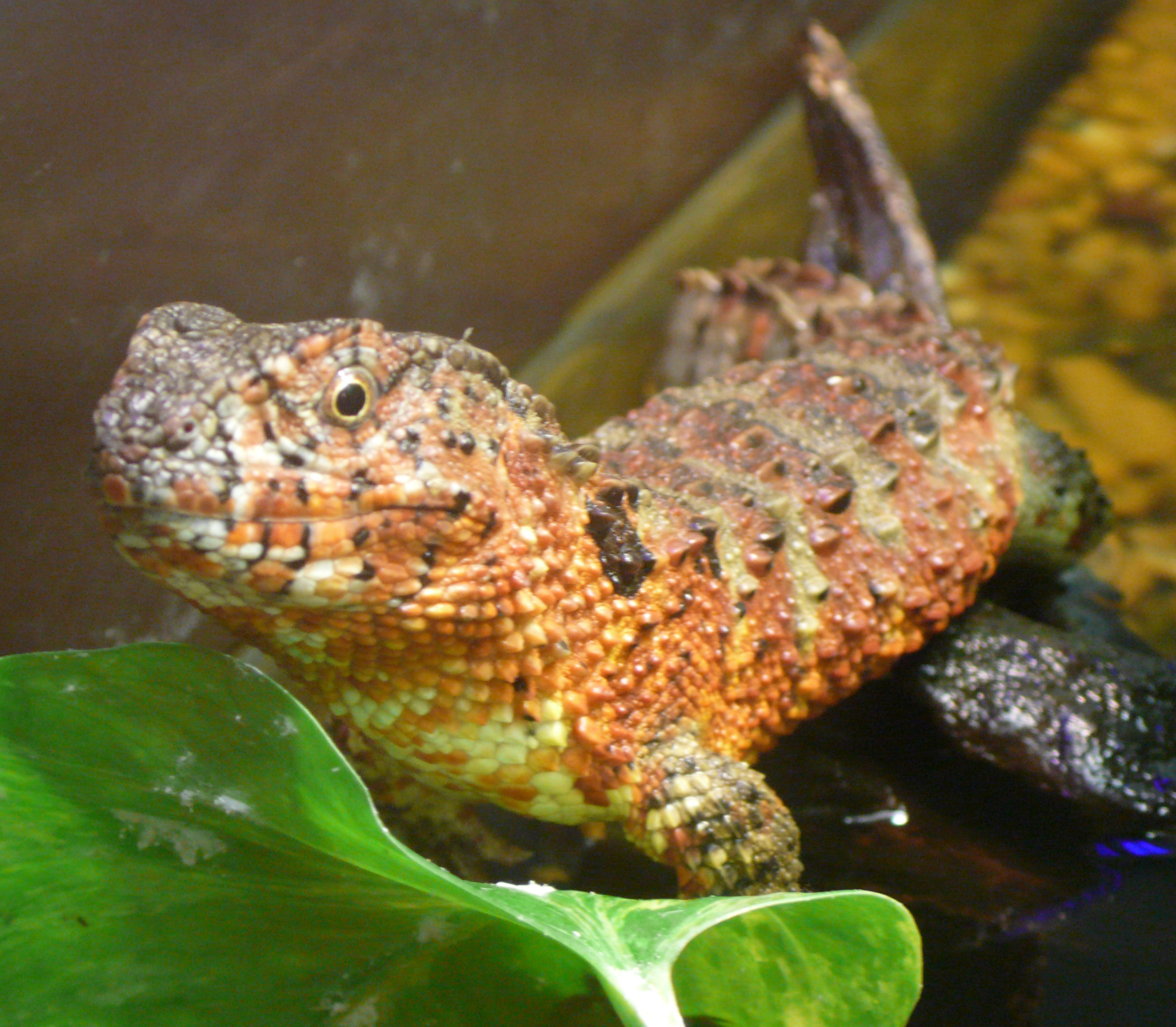

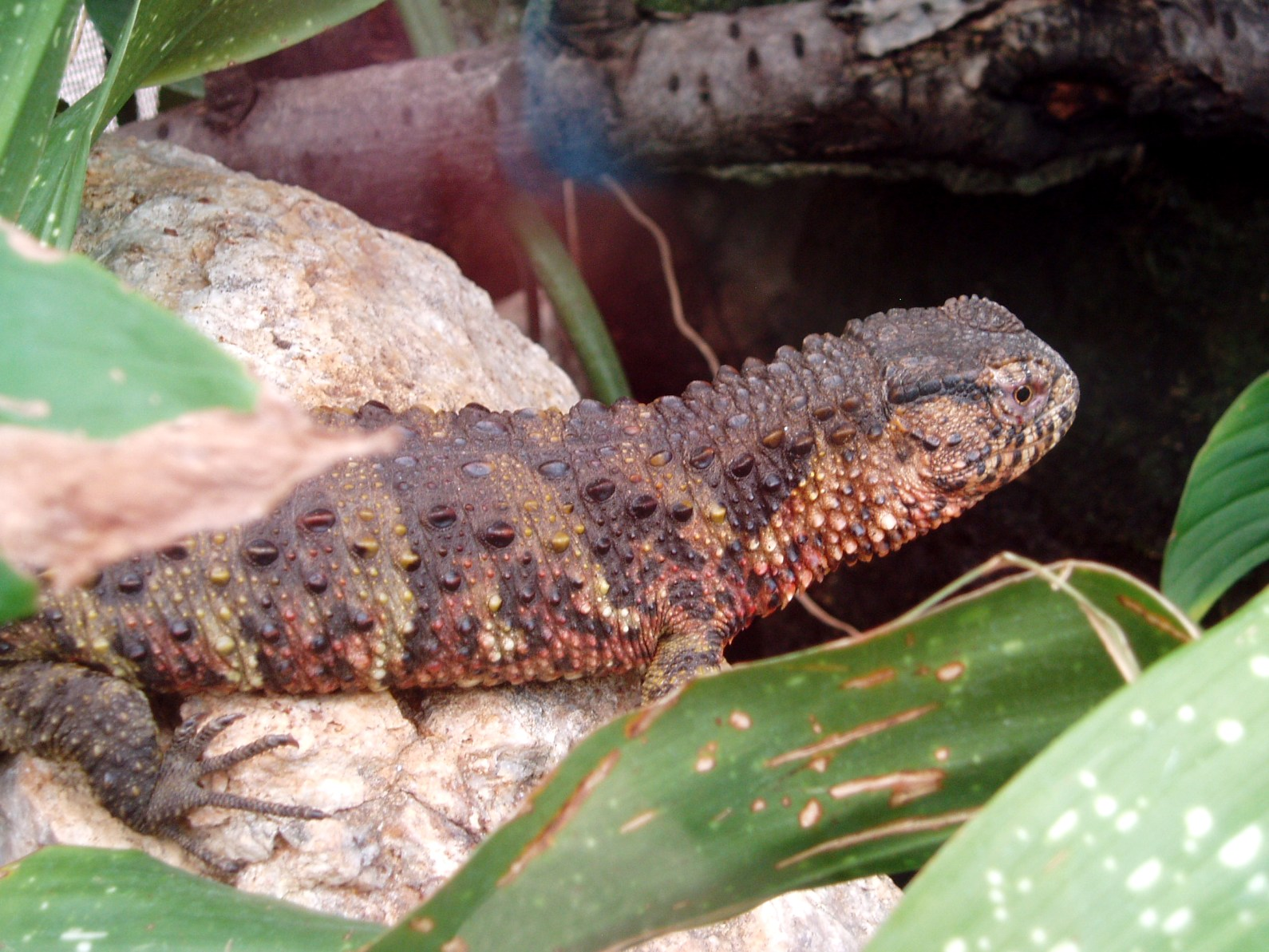

## Description
Ce reptile peut atteindre 40 cm de long pour un poids d'environ 150 g. C'est  un lézard à tête courte avec des rangées longitudinales d'écailles granuleuses le long du corps et de la queue. Les mâles ont la gorge et le ventre rouge assez vif, ceux-ci étant blanc-gris chez les femelles.
C'est un bon nageur, qui n'hésite pas à plonger dans les rivières et les ruisseaux pour échapper à des prédateurs. Il est capable de rester sous l'eau près de 30 minutes. Il est diurne, et se réchauffe au soleil sur des branches proches ou au-dessus de l'eau.
Il vit près des rivières et lieux humides, à une altitude de 500 à 700 m, voire 1500 m, dans les forêts de conifères de montagne. Il se nourrit de petits crustacés d'eau douce, de petits poissons, têtards et escargots d'eau.
Il hiberne l'hiver durant trois à quatre mois.
Les femelles ont des portées de 2 à 7 petits qui naissent vivants (voir viviparité). Les petits font un peu plus de 10 cm à la naissance, pour un poids de 4 g environ.

## Étymologie
Cette espèce est nommée en l'honneur de Shu-szi Sin.

## Publication originale
- Ahl, 1930 : Beiträge zur Lurch- und Kriechtierfauna Kwangsis. Sitzungsberichte der Gesellschaft Naturforschender Freunde zu Berlin, vol. 1930, p. 329-331.

## Menaces
L'espèce est aujourd'hui très menacée. Il y a une dégradation de son habitat et il est affecté par la pollution des cours d’eau. Il est chassé pour la médecine traditionnelle comme de nombreuses espèces et aussi pour le commerce des animaux de compagnie. Aujourd’hui la plupart des animaux captifs en Europe proviennent d'élevage .

## Conservation
L’UICN préconise à l’avenir de passer l’espèce de l’annexe II de la CITES à l’annexe I pour réduire le trafic et renforcer sa protection. Un programme de reproduction ex-situ (hors de son milieu naturel) et des réintroductions permettraient d’améliorer le parc génétique et stopper la fragmentation des populations. 